# فرشته غم

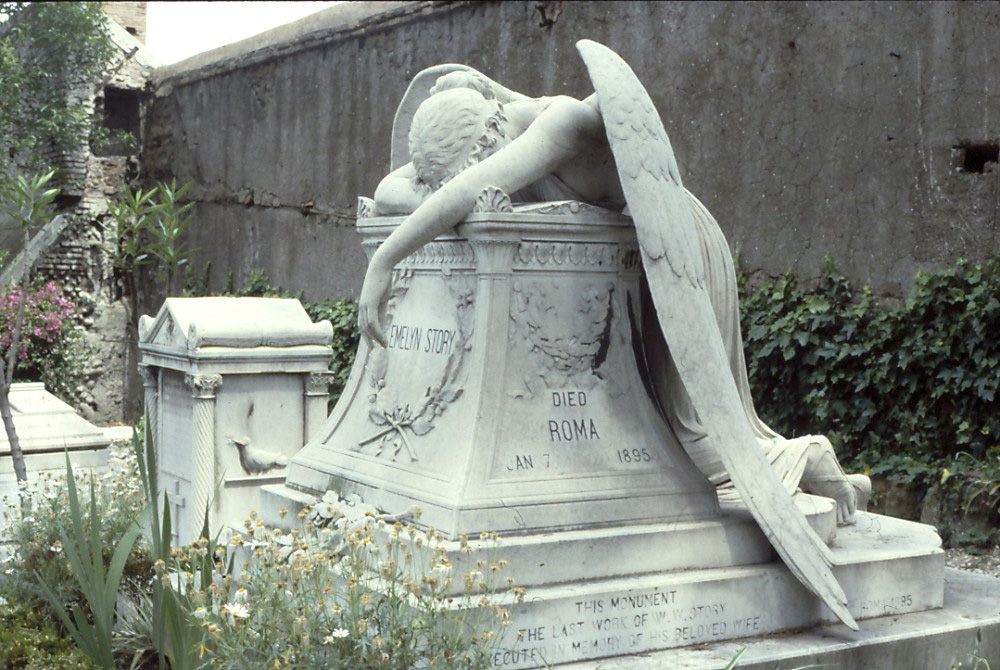
مجسمه اصلی فرشته غم در رم

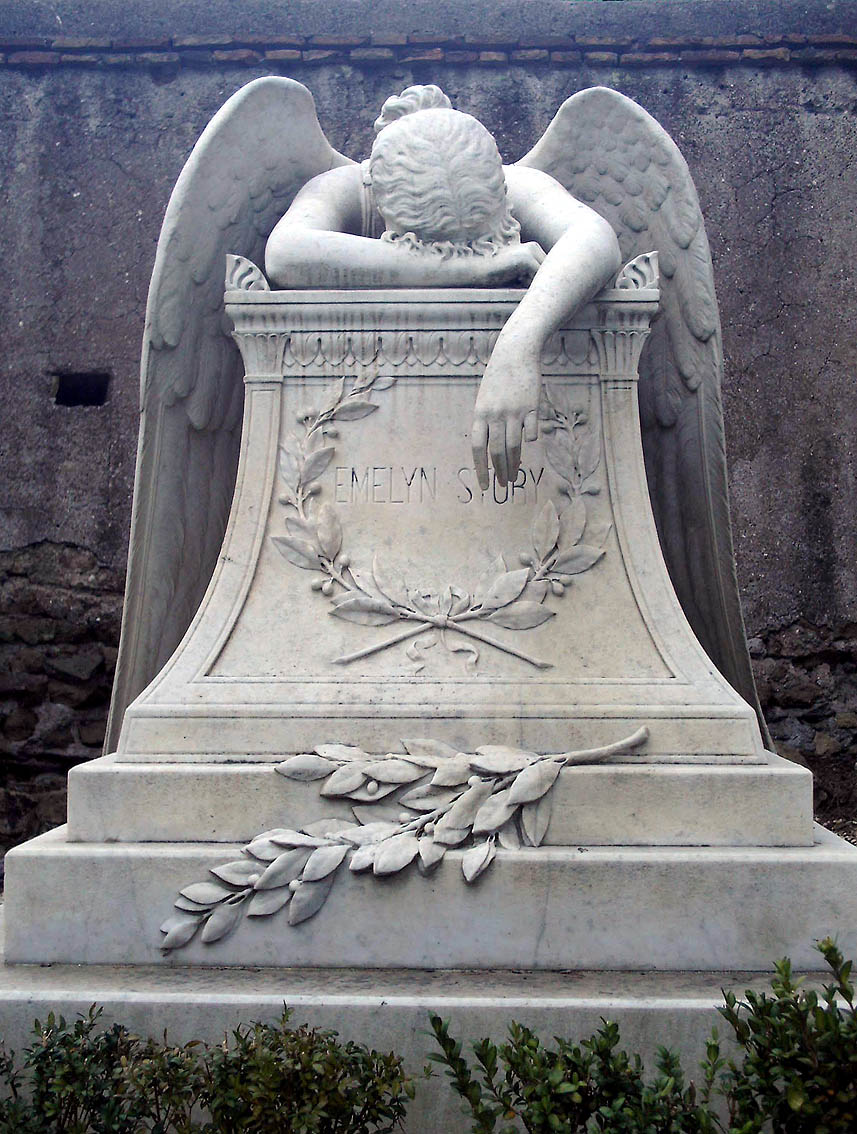
نمایی دیگر

فرشته غم (به انگلیسی: Angle of Grief) نام مجسمه‌ای است که توسط ویلیام وتمور استوری، مجسمه‌ساز آمریکایی (زاده ۱۸۱۹ - درگذشته ۱۸۹۵) ساخته شده‌است. این مجسمه سنگ‌قبر خود مجسمه‌ساز و همسرش در گورستان پروتستان در رم می‌باشد.
کپی این مجسمه در پالوآلتو برای یادبود هنری لاتروب، برادر جین استنفورد، یکی از موسسین دانشگاه استنفورد، ساخته شده‌است که در اثر زلزله ۱۹۰۶ سانفرانسیسکو آسیب دید و ترمیم آن نهایتاً در سال ۲۰۰۱ به اتمام رسیده‌است.

## نگارخانه

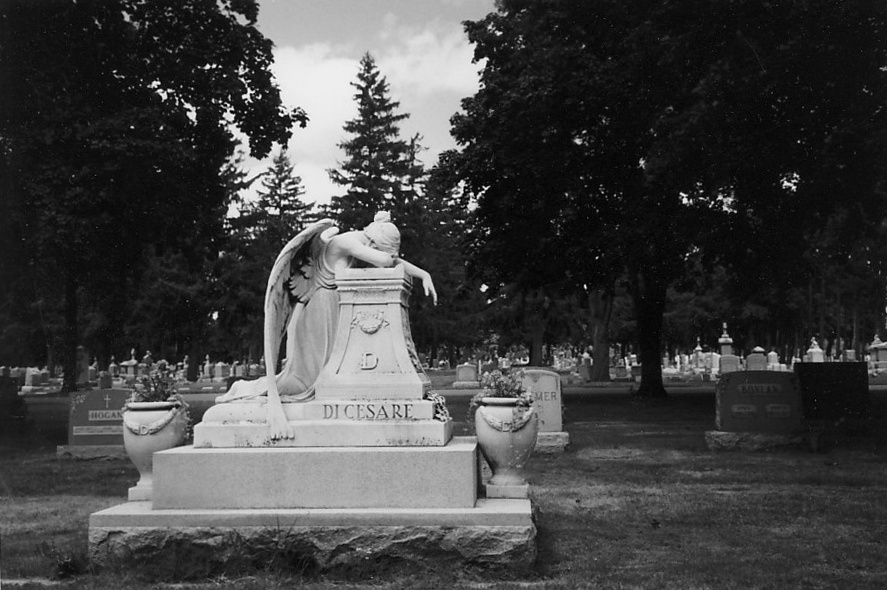
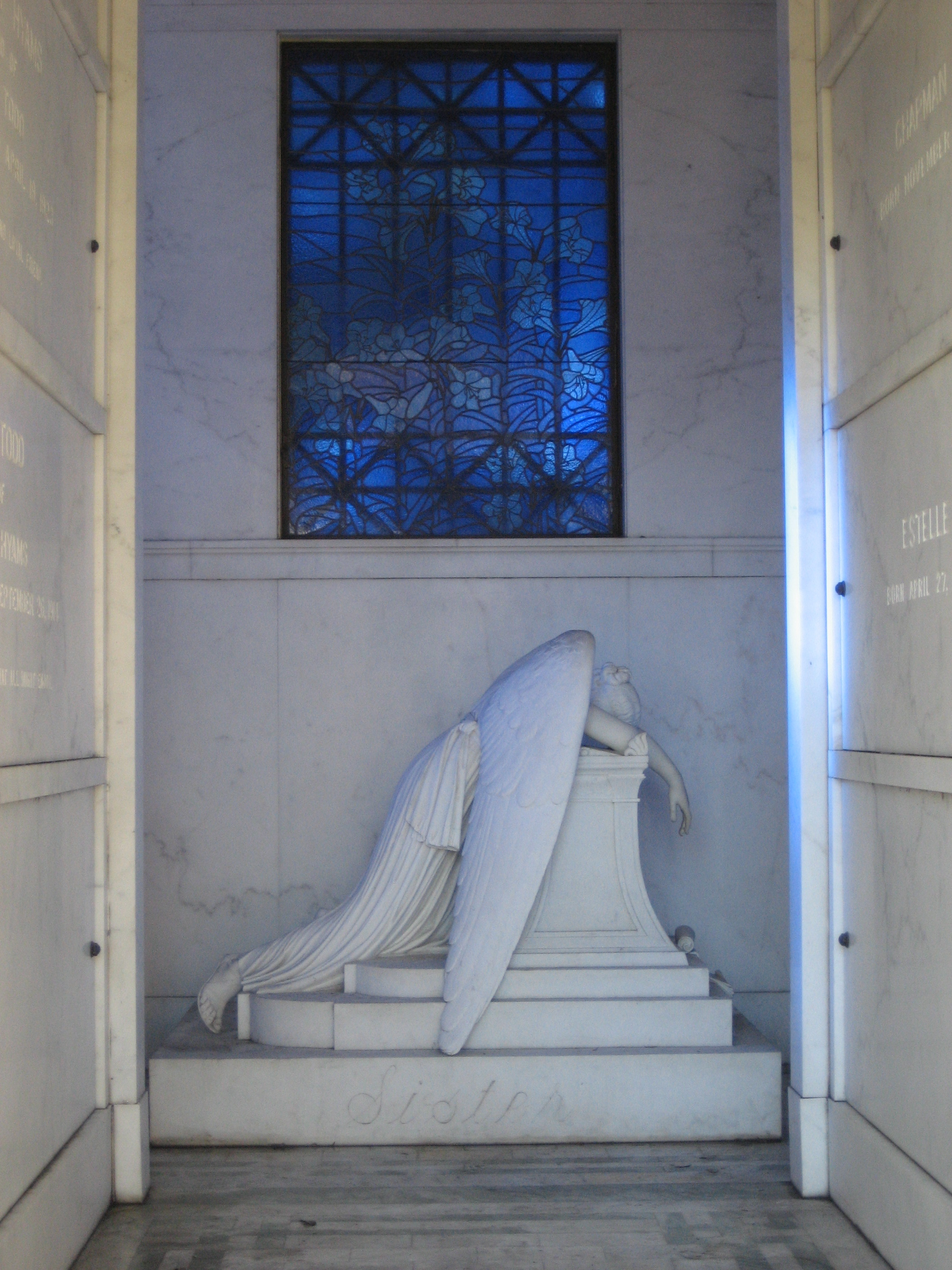
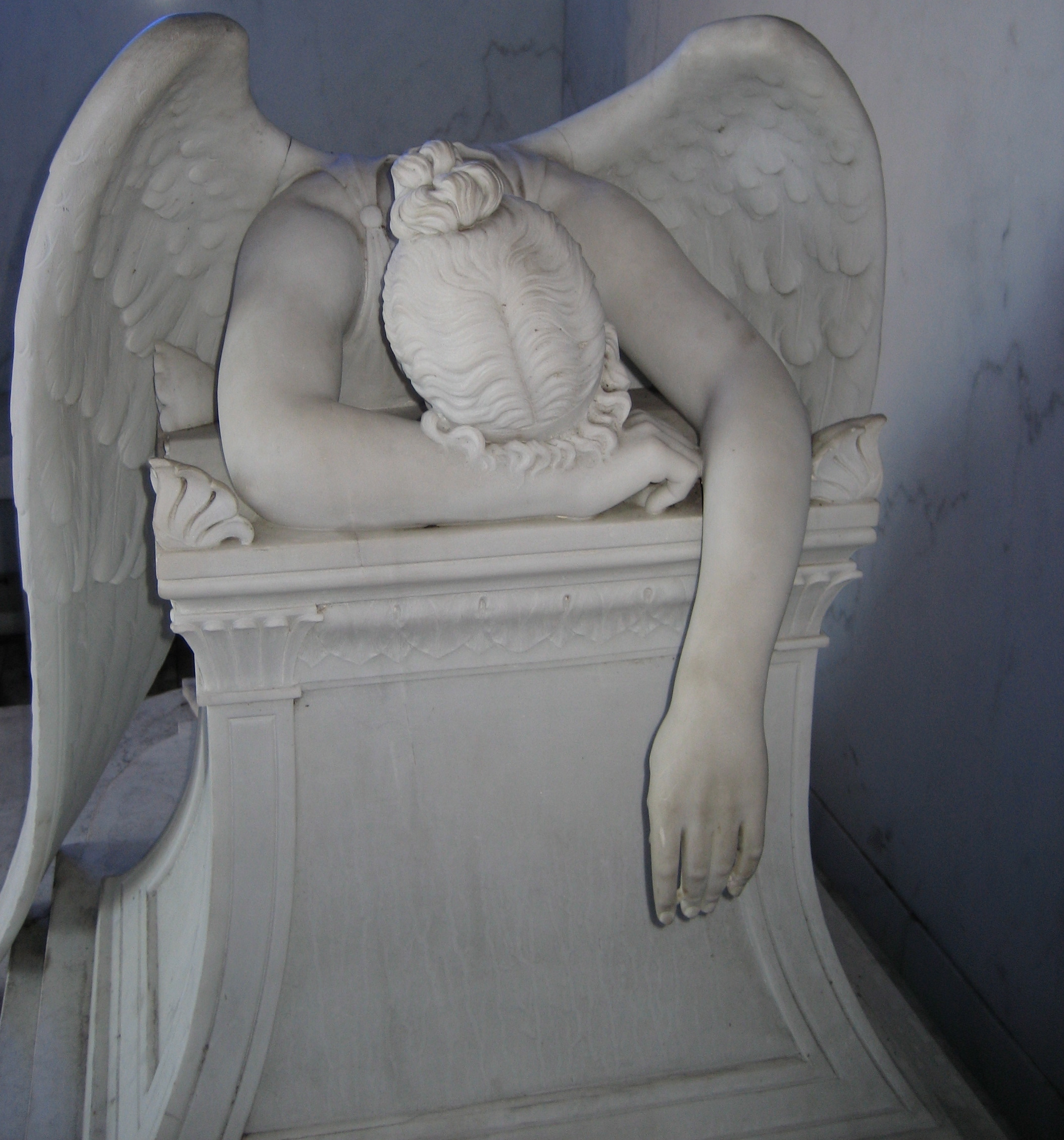
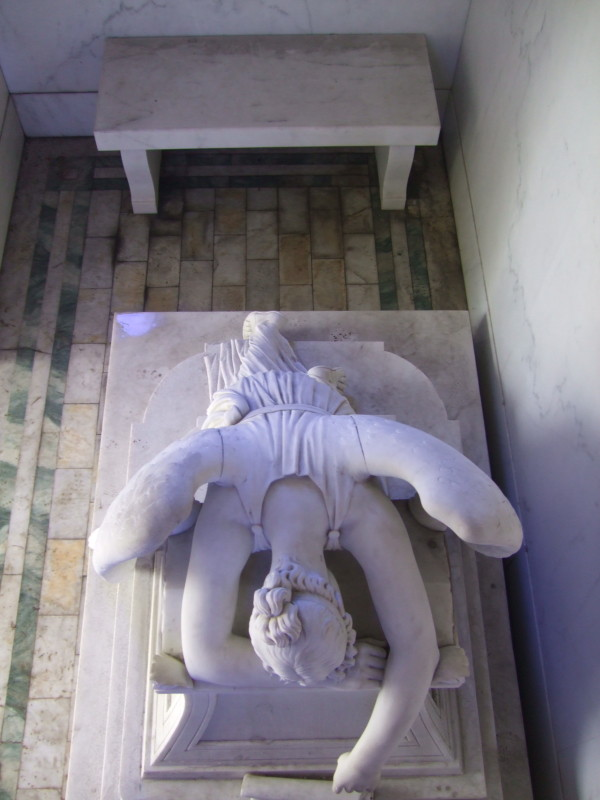
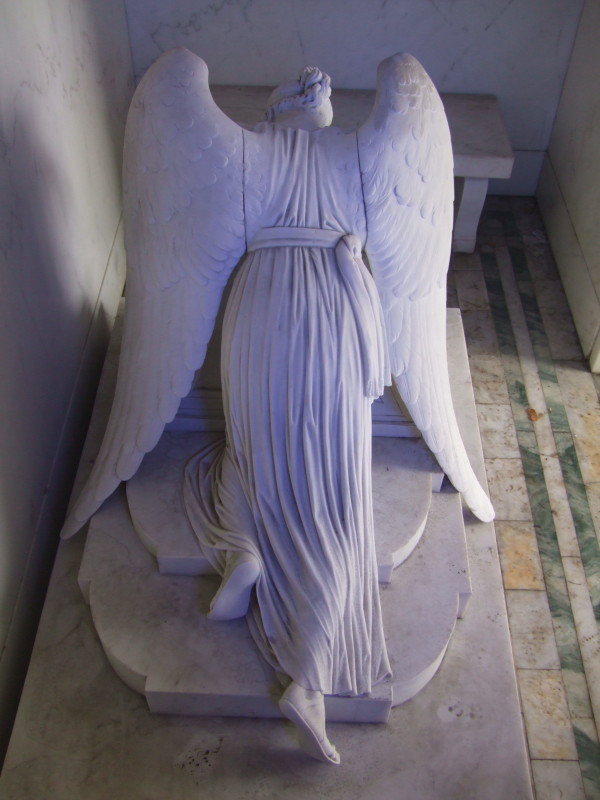
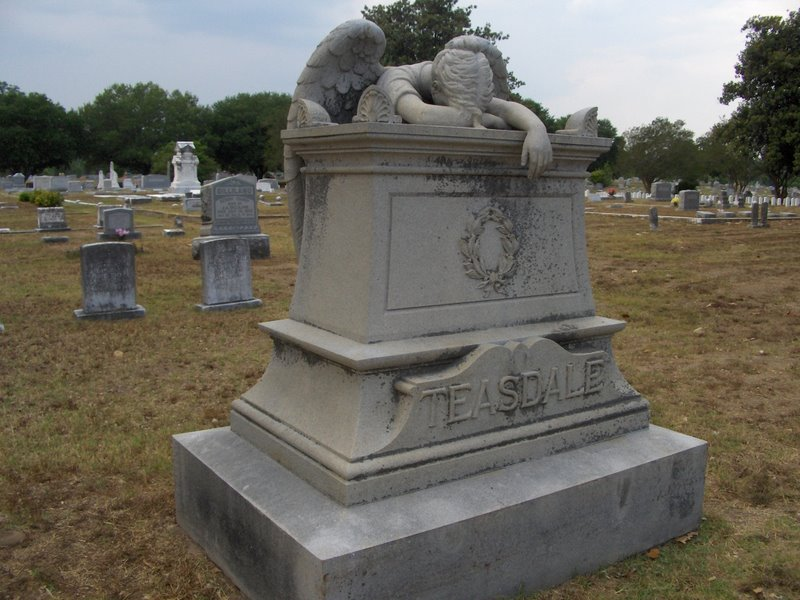
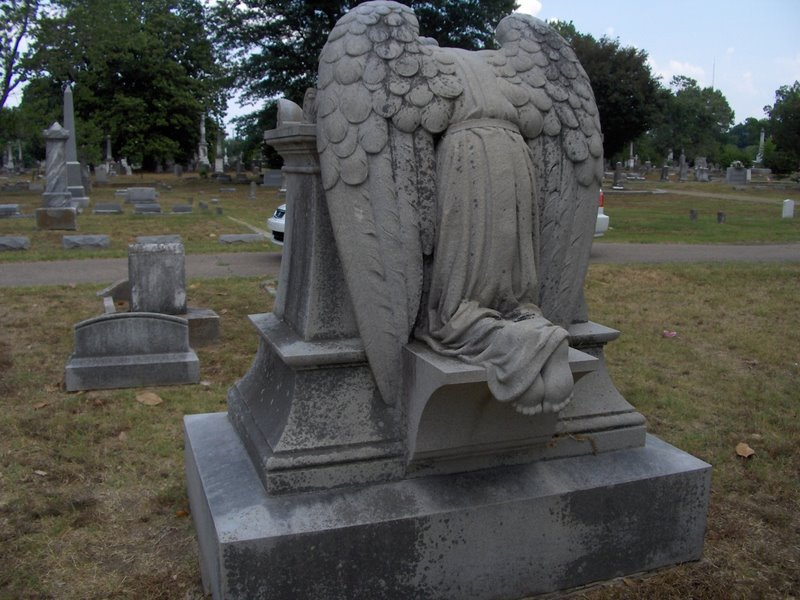
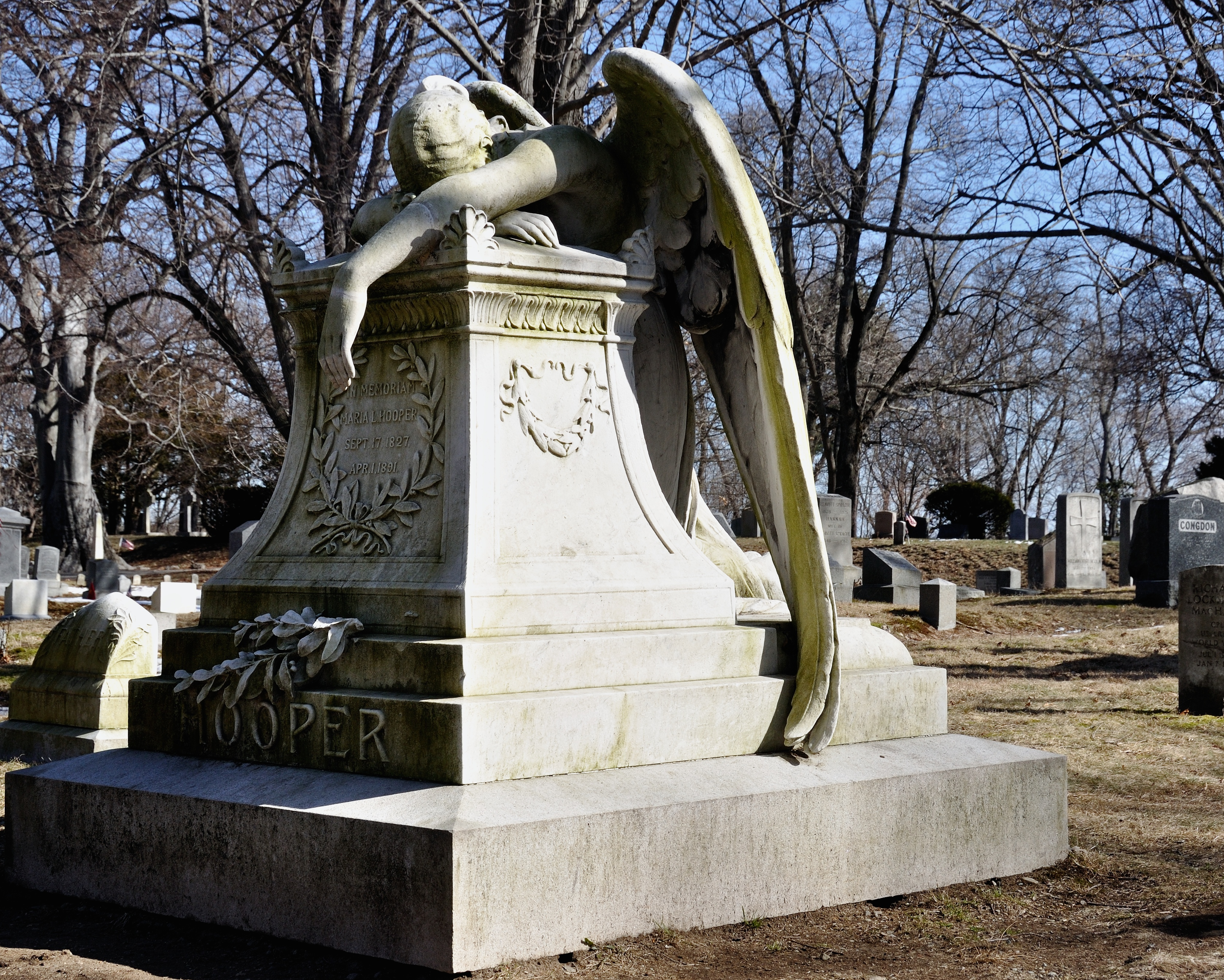
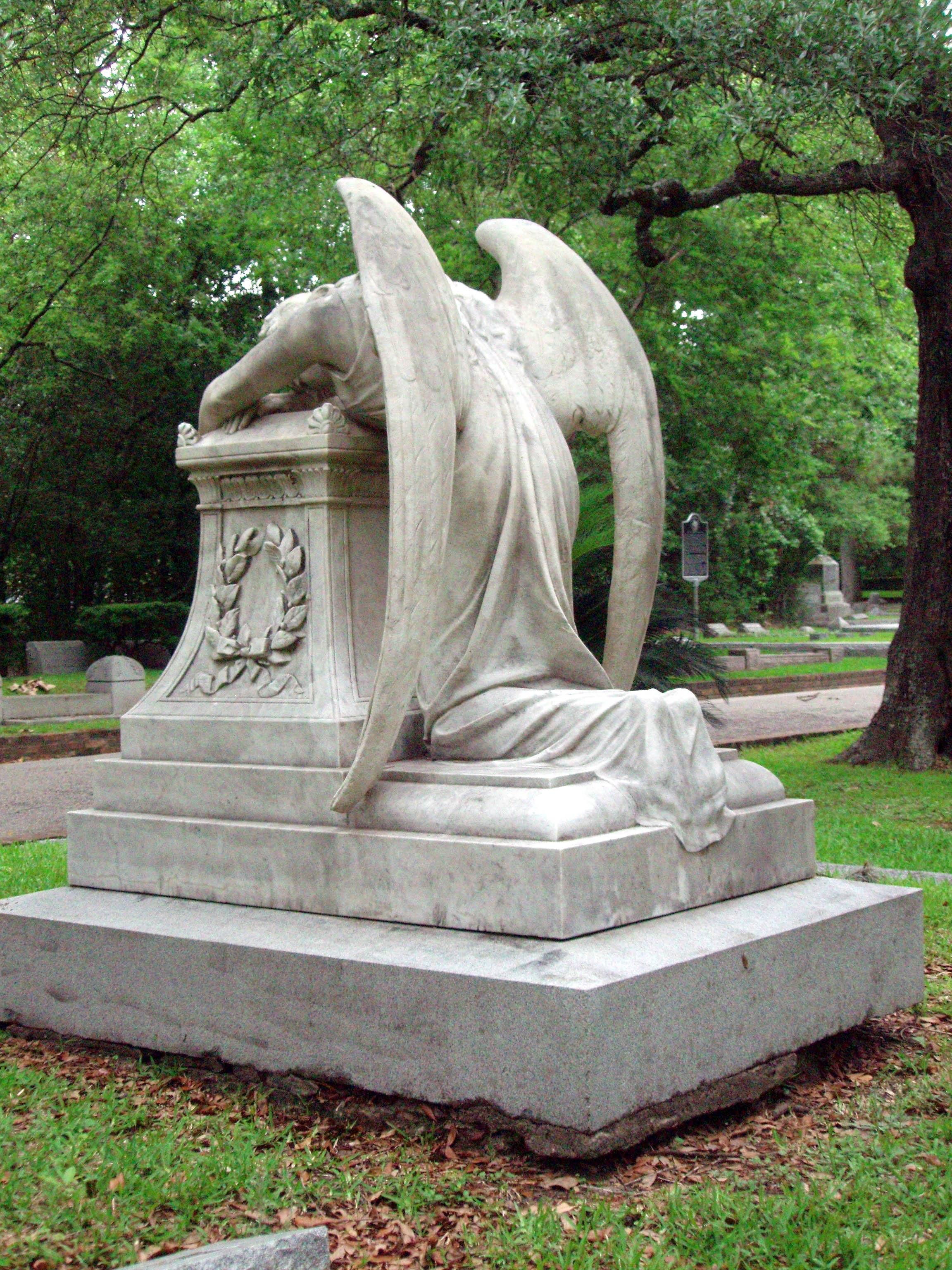
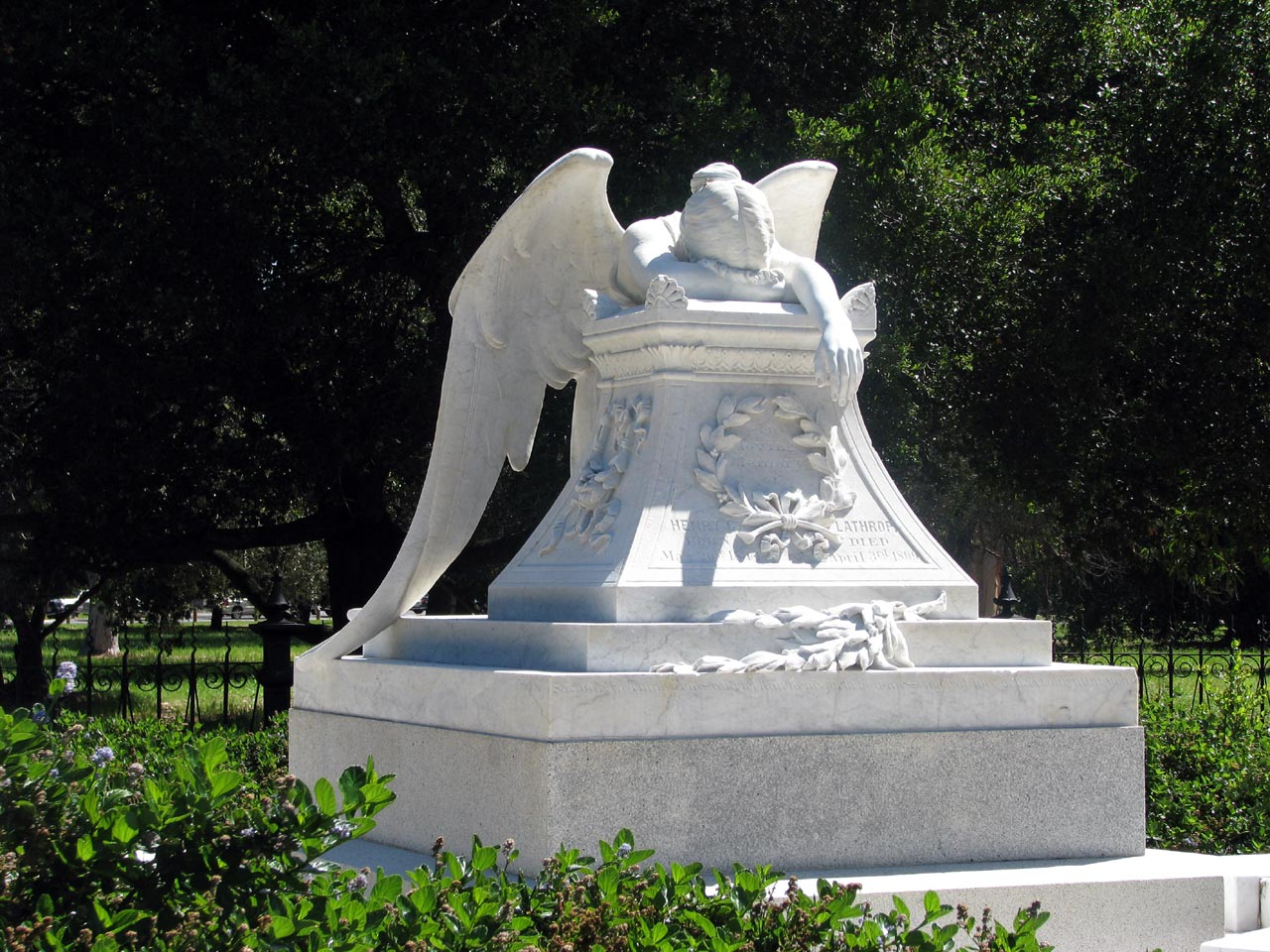
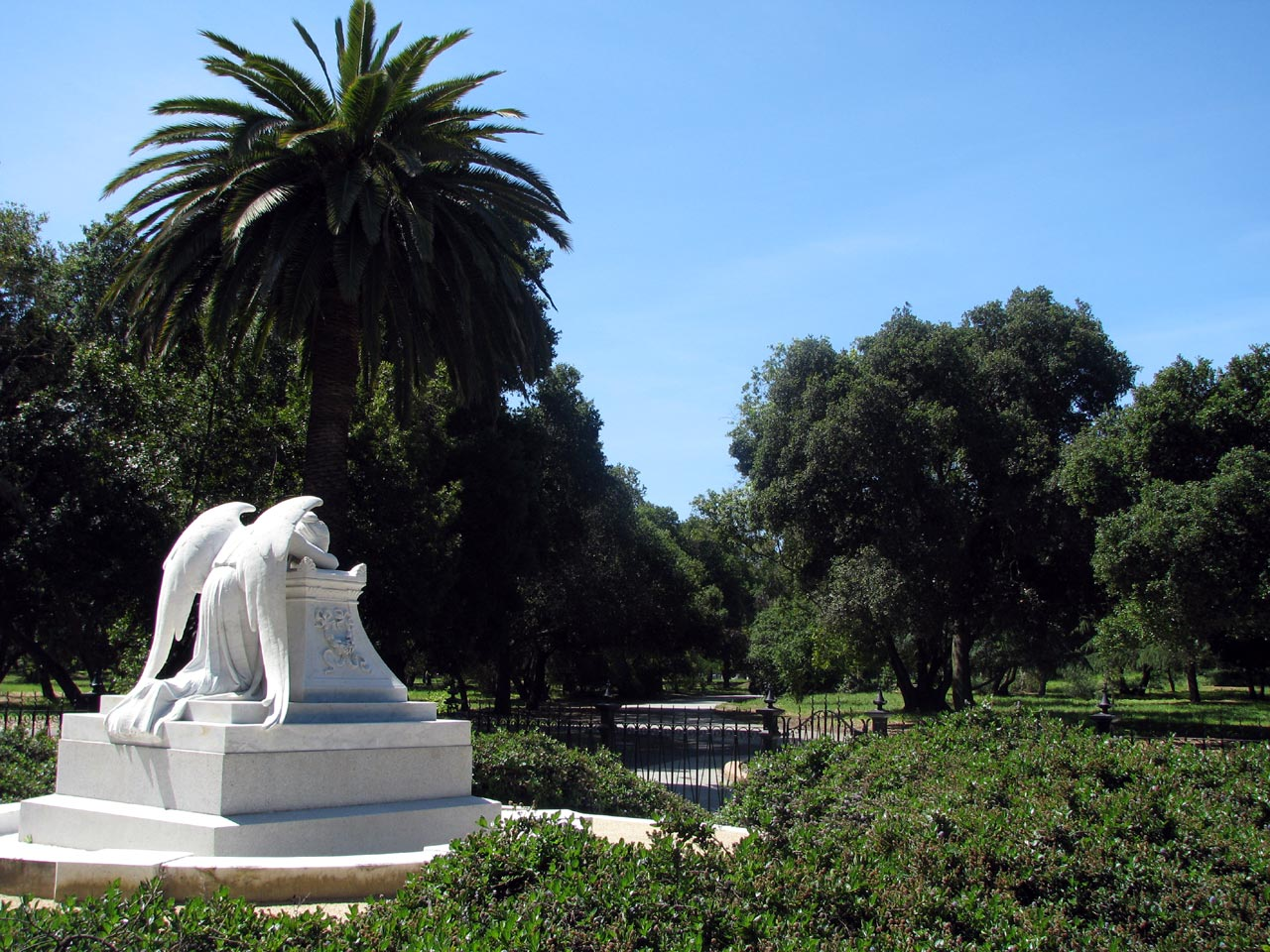
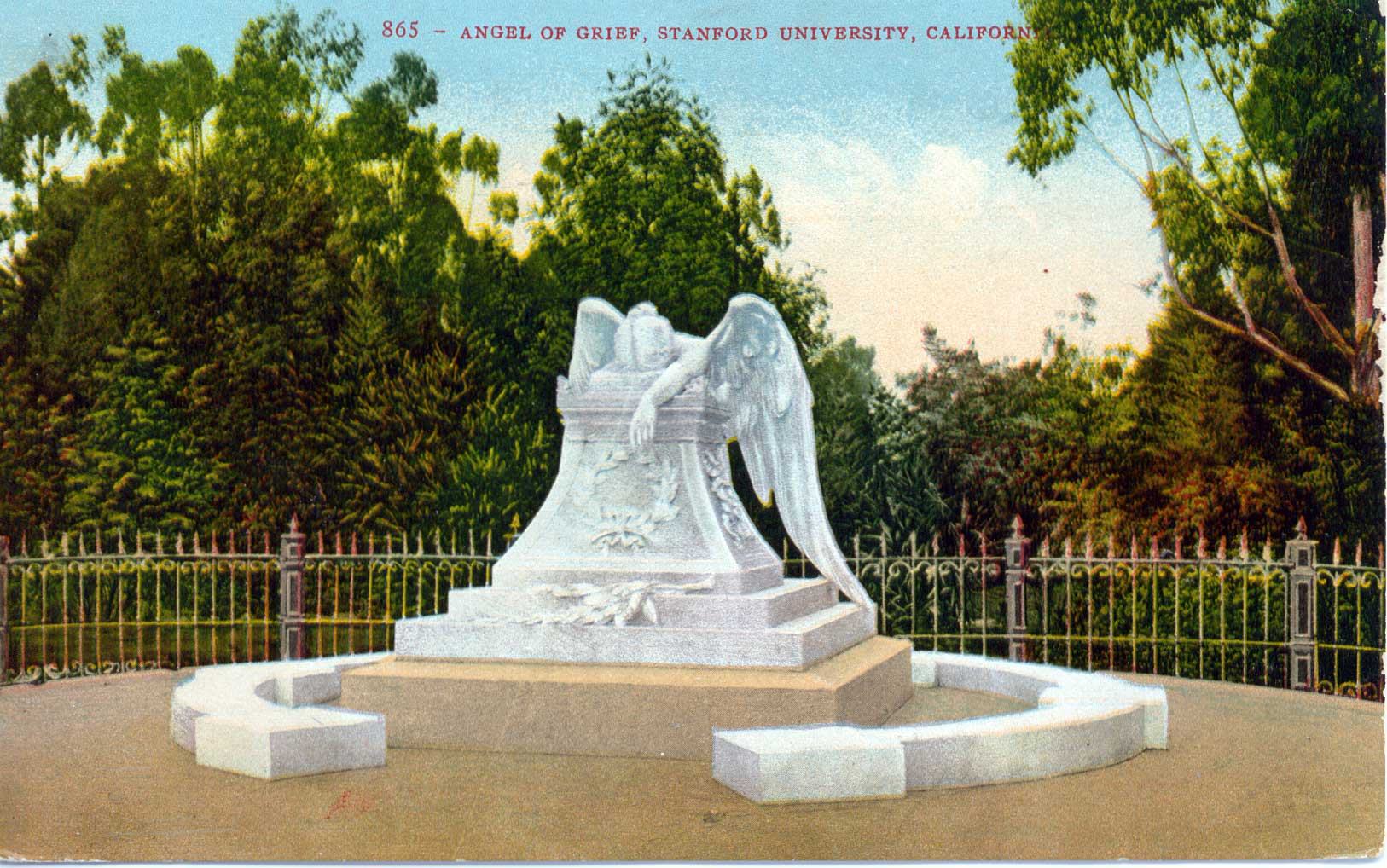
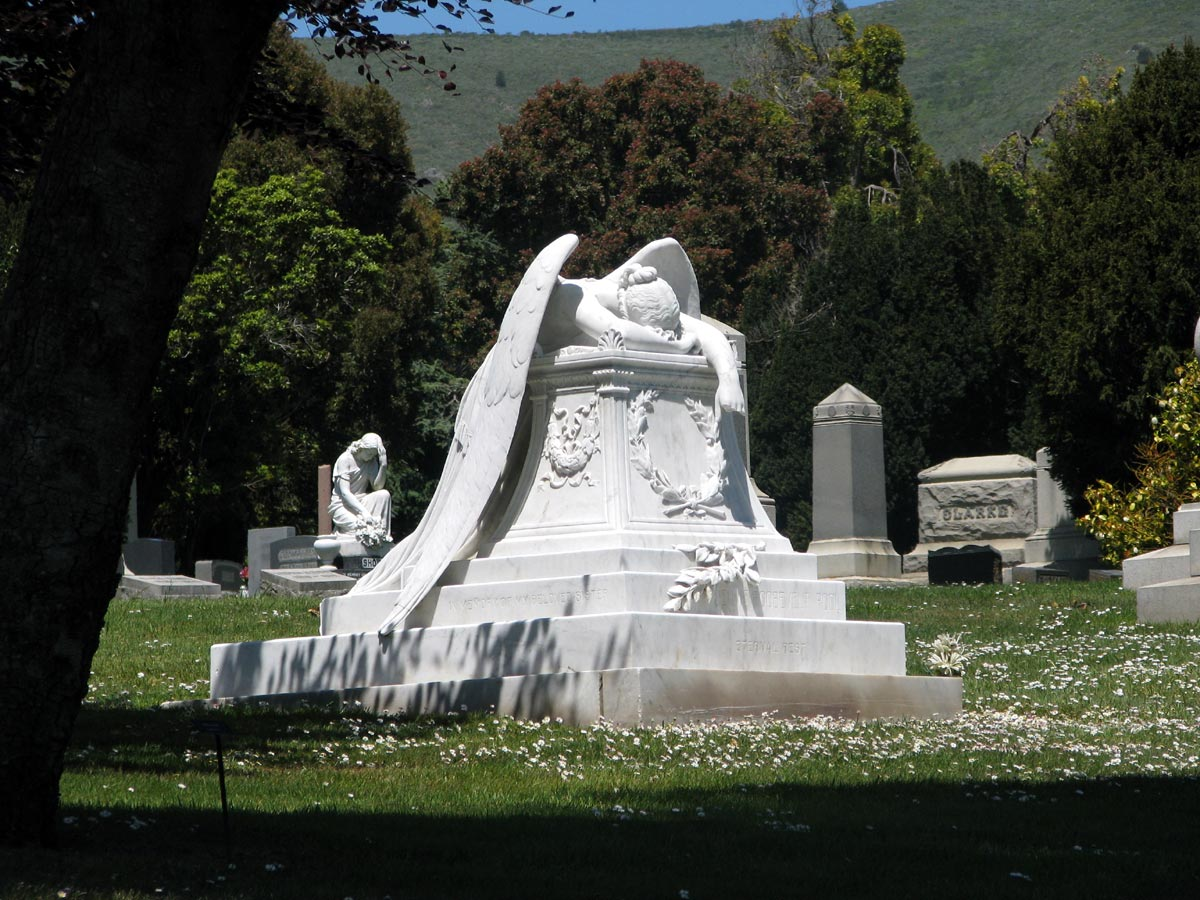